# オリエンタル・シャー・ペイ
オリエンタル・シャー・ペイ（英：Oriental Shar Pei）とは、アメリカ合衆国原産の愛玩用犬種である。愛称でオリ・ペイ（英：Ori Pei）と呼ばれる事もある。
1975年代にシャー・ペイの小型版であるミニチュア・シャー・ペイのブリーダーが、その犬種の健康を改善するためにパグを少々遺伝子プールに加える事によってミニチュア・シャー・ペイの外見を保ったまま作出された。それにより、更に目の周りに集中した皮膚が改善され、緑内障のリスクをもっと減らす事が出来た。
ミニチュア・シャー・ペイのブリーダーからは批判を受けているが、オリエンタル・シャー・ペイの作出者はショー用のために過度に特徴を誇張し（特に皮膚のたるみ）、健康を損なわせるのは犬種の質を悪化させる事に繋がり、それを改善しないブリーダーの方がむしろ批判されるべきであると反論した。この発言の支持率は今でも高く、オリエンタル・シャー・ペイは多くの愛好家を得ている。

## 特徴
外見はマズルと耳が黒いこと以外、ミニチュア・シャー・ペイの姿を保っている。マズルもパグのようにつぶれないように慎重に交配させたため、元の形を保っている。体高は31～38cmで、ミニチュア・シャー・ペイ（35～40cm）やシャー・ペイ（46～51cm）よりも小さい。毛色はフォーンやウルフ、ブラックなどがある。
コートは短いが、シャー・ペイ種本来のざらざらしたホース・コートタイプと、少しだけ長くてやわらかいブラシ・コートタイプの二種類がある。性格はおとなしいが、少々頑固である。

## 参考
『デズモンド・モリスの犬種事典』（誠文堂新光社）デズモンド・モリス著書、福山英也、大木卓訳 誠文堂新光社、2007年